# 유엄
유엄(劉龑, 889년 ~ 942년 4월 11일(음력 3월 23일))은 오대십국 시대의 남한의 초대 황제(재위：917년 ~ 942년)이다. 초명은 유암(劉巖)이고, 이후에는 유척(劉陟)이라는 휘를 사용하기도 하였다. 묘호는 고조(高祖)이며, 시호는 천황대제(天皇大帝)이다.

## 생애
유지겸과 측실 단씨(段氏) 사이에서 태어났다. 형인 남해왕 유은이 사망하자 그 뒤를 이었다. 917년, 황제로 즉위하여 국호는 대월(大越), 연호를 건형이라고 하였다. 할아버지 유안인을 문황제(文皇帝), 아버지 유지겸을 성무황제(聖武皇帝), 형 유은을 양황제(襄皇帝)로 추존하였다. 건형 2년(918년), 국호를 한(漢)으로 바꾸었다. 건형 3년(919년), 월국부인(越國夫人) 마씨(馬氏)를 황후로 책봉하였다.
건형 9년(925년), 백룡이 남궁(南宮) 삼청전(三淸殿)에 나타남에 따라 연호를 백룡으로 고치고, 자신의 이름도 암(巖)에서 공(龔)으로 바꾸었는데 용의 형상을 이름에 넣은 것이었다. 그러나 호승(胡僧) 한 명이 참서(讖書)에 이르기를 '유씨를 망하게 하는 자는 공(龔)'이라 한다고 알렸으므로, 《주역》의 '비룡재천(飛龍在天)'이라는 말 뜻을 채택하여 엄(龑)으로 개명하였다.
대유 15년(942년), 54세의 나이로 사망하였다. 능은 강릉(康陵)이라 이름하였다. 아들 유분이 후사를 이었다.

## 가족관계

### 부모
- 부친 : 추존황제 대조(代祖) 유겸(劉謙)
- 적모 : 무황후(武皇后) 위씨(韋氏)
- 생모 : 부인(夫人) 단씨(段氏)

### 후비
| 봉호       | 시호 | 이름(성씨) | 별칭               | 재위년도      | 생몰년도  | 비고 |
| ---------- | ---- | ---------- | ------------------ | ------------- | --------- | ---- |
| 황후(皇后) |      | 마씨(馬氏) | 월국부인(越國夫人) | 919년 ~ 934년 | ? ~ 934년 |      |
| 소의(昭儀) |      | 조씨(趙氏) | 황태비(皇太妃)     |               |           |      |
| 재인(才人) |      | 소씨(蘇氏) |                    |               |           |      |

### 황자
| -  | 봉호       | 시호 | 이름                      | 생몰년도      | 생모      | 별칭       | 비고                   |
| -- | ---------- | ---- | ------------------------- | ------------- | --------- | ---------- | ---------------------- |
| 1  | 옹왕(邕王) |      | 유요추(劉耀樞)            |               |           |            | 요절함                 |
| 2  | 강왕(康王) |      | 유구도(劉龜圖)            |               |           |            | 요절함                 |
| 3  | 진왕(秦王) |      | 유홍도(劉弘度) 유분(劉玢) | 920년 ~ 943년 | 소의 조씨 | 빈왕(賓王) | 제2대 황제 상제(殤帝). |
| 4  | 진왕(晉王) |      | 유홍희(劉弘熙) 유성(劉晟) | 920년 ~ 958년 |           |            | 제3대 황제 중종(中宗). |
| 5  | 월왕(越王) |      | 유홍창(劉弘昌)            | ? ~ 944년     |           |            |                        |
| 6  | 제왕(齊王) |      | 유홍필(劉弘弼)            | ? ~ 947년     |           |            |                        |
| 7  | 소왕(韶王) |      | 유홍아(劉弘雅)            | ? ~ 945년     |           |            |                        |
| 8  | 진왕(鎭王) |      | 유홍택(劉弘澤)            | ? ~ 944년     |           |            |                        |
| 9  | 교왕(交王) |      | 유홍조(劉弘操)            | ? ~ 938년     |           | 만왕(萬王) |                        |
| 10 | 순왕(循王) |      | 유홍고(劉弘杲)            | 923년 ~ 943년 |           |            |                        |
| 11 | 은왕(恩王) |      | 유홍위(劉弘暐)            | ? ~ 947년     |           |            |                        |
| 12 | 고왕(高王) |      | 유홍막(劉弘邈)            | ? ~ 954년     |           |            |                        |
| 13 | 동왕(同王) |      | 유홍간(劉弘簡)            | ? ~ 947년     |           |            |                        |
| 14 | 익왕(益王) |      | 유홍건(劉弘建)            | ? ~ 947년     |           |            |                        |
| 15 | 변왕(辨王) |      | 유홍제(劉弘濟)            | ? ~ 947년     |           |            |                        |
| 16 | 귀왕(貴王) |      | 유홍도(劉弘道)            | ? ~ 947년     |           |            |                        |
| 17 | 선왕(宣王) |      | 유홍소(劉弘昭)            | ? ~ 947년     |           |            |                        |
| 18 | 통왕(通王) |      | 유홍정(劉弘政)            | ? ~ 955년     |           |            |                        |
| 19 | 정왕(定王) |      | 유홍익(劉弘益)            | ? ~ 947년     |           |            |                        |

## 같이 보기
- 응오꾸옌
- 박당강 전투 (938년)

## 참고 문헌
- 《구오대사》 권135, 참위열전, 유척전
- 《신오대사》 권65, 남한세가, 유엄
- 《십국춘추》 권54, 고조본기, 유엄
- 《자치통감》 권270권 ~ 권283권

| 전임 유은 | 청해군 절도사 911년 ~ 917년 | 후임 (남한 건국으로 번진 해체) |

| 전임 섭광략 | 건무군 절도사 911년 ~ 917년 | 후임 (남한 건국으로 번진 해체) |

| 전임 유은 | 제2대 남해왕 (남평왕) 911년 ~ 917년 | 후임 (남한 건국으로 작위 소멸) |

|  | 제1대 남한의 황제 917년 ~ 942년 | 후임 3남 상제 유분 |